# تسليع المرأة

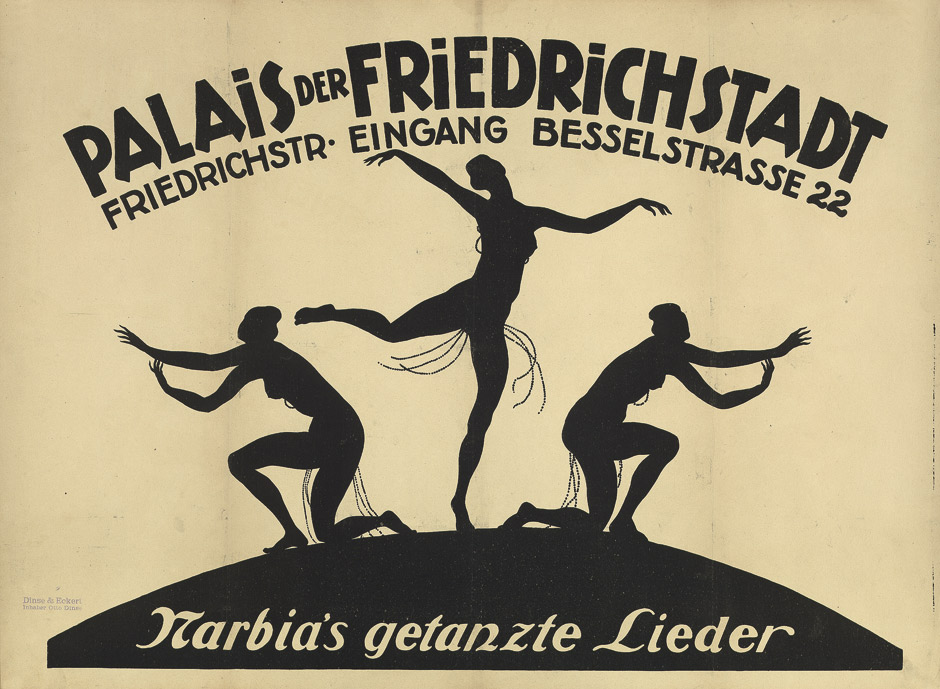
تسليع المرأة في أعمال فنون الرقص.

تسليع المرأة أو تشييء المرأة ويعرف أحيانا بالتشييء الجنسي للمرأة (بالإنجليزية: وThe objectification of women) هو رؤية ومعاملة النساء كشيء عبر استخدام جسد المرأة في الترويج والتسويق للمنتجات وزيادة الأرباح، واستخدام المرأة كأداة عرض جنسية في الإعلانات التي تسعى إلى تكوينِ صورةٍ ذهنيةٍ للمنتجِ ملتصقةً بصورِ الإغراء، ووسائل الإعلام والأفلام الإباحية ومهن مثل رقص التعري والدعارة، وتقييم المرأة في الأحداث العامة بناء على المظهر الجسدي والجاذبية الجنسية كما يحدث في مسابقات ملكة الجمال، يعد تشييئًا جنسيًا.

## الإعلام والإعلانات

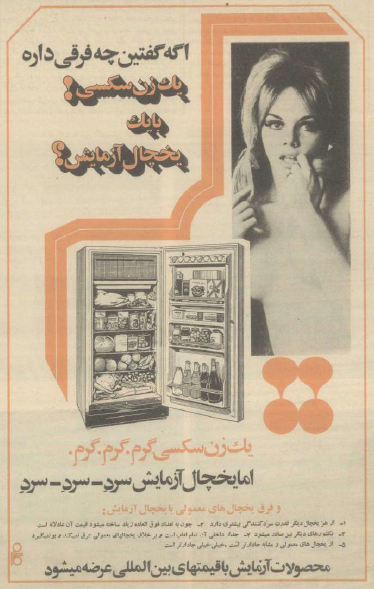
دعاية لمجلة في إيران لعام 1971 (كتب بالفارسية: هل يمكنك أن تقول ما هو الفرق بين امرأة مثيرة مع ثلاجة Azmayesh؟ - المرأة المثيرة ساخنة للغاية، لكن ثلاجة عزميش باردة جدًا!)

استخدام المرأة أو تمثيلها في الإعلانات لزيادة جاذبية المنتج على نحو يضر أو لا يضر بمصلحتها بشكل خاص أو عام. تتضمن هذه العملية تقديم المرأة كسلعة جنسية، ووضع معايير محددة للجمال التي يُتوقع أن تعكسها " شعر اشقر ناعم جذاب، شكل محدد لون بشرة معين بنية جسمانية معينة، لتطرح الشركات في المقابل منتجات للتنحيف والتسمين، وتبييض البشرة وترطيبها، تجني من خلالها أرباحا. في إعلان تلفزيوني لمنتج (فيرجينيا سليمس) للسجائر تظهر امرأة نحيلة بملابس السباحة تُدخن السيجارة؛ فإن استخدام جسد امرأة في مشهد مثير للترويج للسجائر يندرج في خانة تسليع جسد المرأة

## أسباب

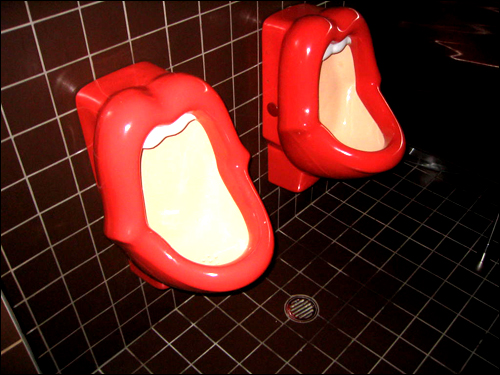
يسارمباول لها شكل شفاه أنثوية حمراء، تعتبرها النسويات على أنها تشييء للمرأة.

أثيرت تساؤلات لماذا يتم تسليع المرأة أكثر من الرجل، أشارت بعض الدراسات التي أجرتها سارة جيرفيه أن دماغ الرجل ودماغ المرأة كذلك يعالجون صورة جسد المرأة بالتركيز على أجزاء منفصلة من الجسد بينما يعالج صورة جسد الرجل كصورة كاملة، هناك اعتقاد أن الرجال يتم توجيههم اجتماعياً لرؤية أجسام النساء كأدوات جنسية، في حين أن النساء غير موجهة اجتماعيا لرؤية الرجال كأدوات جنسية، بينما يرى دينيس براجر أن الرجال موجهين فطرياً للإستثارة بصرياً، حيث أنه «لا توجد مجلات تعرض سيقان ذكورية من أجل النساء لإثارتهن» وهذا يوضح لماذا توجد على لافتات الإعلانات والمجلات صور لنساء شبه عاريات، فمثلاً الجزء العلوي من الجسد يرخص للنسوة إبداء ما أردن منه في أماكن الشغل دون اعتراض أو إحراج، بينما الصحفي أو مقدم الأخبار سيتلقى توبيخًا من مديره إن ارتدى قميصًا فتحت بعض أزراره يكشف الصدر، فالرجال ينفقون مليارات الدولارات للنظر إلى النساء اللاتي يرتدين ملابس قليلة بطرق مباشرة أو غير مباشرة، من ناحية أخرى لا ينفق النساء شيئًا تقريبًا لرؤية الرجال الذين لا يرتدون ملابس،
الباحث ليزلي غرين (Leslie Green) ذهب بأن معاملة النساء كأدوات تُرسخ عن طريق ضغط الفكر الذكوري الذي يُمارَس على المرأة في التلفاز، والروايات، والفيديو، والإعلانات، والكليبات والأزياء والموضة 

### تشييء أنثوي ذاتي
تدعي آرييل ليفي أن النساء اللواتي ينشرن صورًا مثيرة لأنفسهن بارتداء ملابس كاشفة للمفاتن والانخراط في سلوكيات بذيئة، هن في الحقيقة يمارسن ما يسمى بالتشييء الجنسي الأنثوي الذاتي. أي أنهن يعرضن أنفسهن كسلعة جنسية. تؤكد ليفي أن ذلك السلوك يدعم الجنسنة والتقدير الذاتي المبني على المظهر الجسدي فقط، في ظاهرة تسميها ليفي «ثقافة السوقية الفجة»، بينما ترى بعض النساء ذلك السلوك كتمكين واستعراض للقوة الأنثوية.
أظهرتْ نتائجُ دراسةِ (Nagi, 2014) أن أمن أسباب التشييء الذاتي، وعدمَ مُمانعةِ بعض النساءِ التَّعري، يتجلى فيي السَّعيُّ وراء الشهرةِ مِن أهمِّ دوافعَ امتهانِ المرأةِ للإعلانِ بالنسبةِ لِمن تَسعَى خلفَ الشُّهرة، ويُضافُ إلى ذلكَ عاملَ فترةِ المراهقةِ وجَهلَ الفتاةِ بفلسفةِ الحياةِ وقلةِ اطِّلاعها على القضايا الفكريةِ والثقافية، وسطحية ِمُستواها مِن النّواحي العلميةِ الأخرى، مع امتيازِها بدرجةٍ كبيرةٍ من الفضولِ العلميِّ وحُبِّ التجريب، فتستخدم نفسها لإرضاء «النظرة الذكورية»، وهو مصطلح ظهر على يد الناقدة السينمائية النسوية لورا مولفي،
ناقشت ليفي هذه الظاهرة في كتابها (خنازير شوفينية نسائية: النساء وصعود ثقافة السوقية الفجة)، إذ اتبعت ليفي طاقم كاميرا سلسلة فيديوهات شهيرة تدعى (فتيات مجنونات، بالإنجليزية: (girls gone wild. تقول ليفي إن الثقافة الجنسانية المعاصرة لأمريكا لا تشيِّء النساء فحسب، بل تشجعهن على تشييء أنفسهن. فكما تقول ليفي، إن فكرة مشاركة المرأة في مسابقات الوِت تي شيرت (التي شيرت المبلول)، أو ارتياحها أثناء مشاهدة الأفلام الإباحية الفجة، أصبحت تعبيرًا عن قوتها الأنثوية في ثقافتنا المعاصرة.
يتساءل المتخصص النفسي جوردان بيترسون، لماذا يجب على النساء ارتداء المكياج أو الكعب العالي في مكان العمل، ولماذا يسمح مثلاً لمقدمات الأخبار بارتداء التنانير القصيرة للعمل بينما يمنع لبس الشورت على الرجال…؟ّ! ويشير إلى أن ذلك معيار مزدوج لمن يعترض على التحرش الجنسي في حين يشجع النساء على تشييء أنفسهن في بيئة العمل.

#### الاحتجاج بالتعري
هو أسلوب في الاحتجاج تقوم فيه النساء بالتعري بشكل كامل أو جزئي كوسيلة لإثارة الانتباه أو إظهار السخط من سياسة أو قانون ما بطريقة سلمية، تلجأ له النساء دون الرجال ويعتبر أحد مظاهر التشييء الأنثوي الذاتي حيث تكون المرأة مسؤولة عن تشيئة جسدها بحيث تخضع لتصورات الرجال

#### مساحيق التجميل
أصبحت مستحضرات التجميل تكرس للصورة المجتمعية التي تسعى إلى تشييء النساء وصارت هاجسا وسلوكا قهريا لمعظم النساء، حيث ان اضطرار المرأة لوضع المكياج دون الرجل بدل أن تكون على طبيعتها، يساهم في تراكم صور مجتمعية محددة لمفهوم الجمال، ويضيف أعباء نفسية على النساء ويزيد التركيز فقط على الجسد الأنثوي، بدلاً من الشخصية أو القدرات، يفرض بعض رؤساء العمل على العاملات وضع الماكياج بينما لم يكن لدى الرجال الذين يعملون في نفس مكان العمل مثل هذا الشرط.

#### روتيني اليومي
هي مقاطع فيديو تقوم من خلالها سيدات وفتيات بنقل تفاصيل من حياتهن اليومية إلى موقع يوتيوب بطريقة تعزز تسليع جسد المرأة عبر تمرير محتوى تافه وغير مفيد يرتكز غالبا على مبدأ الإغراء، حيث تلجأ صاحبات الفيديوهات إلى الإثارة من خلال تصوير مناطق حساسة من أجسادهن، بهدف استقطاب أكبر عدد من المشاهدات،
يرى المهتمون بقضايا المرأة أن ظاهرة روتيني اليومي تسويق وتسليع للذات وتساهم في تكريس صورة نمطية عن النساء مرتبطة بالإيحاءات الجنسية.

## المواد الإباحية والتشييء
انخراط النساء بالعلاقات ذات الإشكالية الأخلاقية (الدعارة والبغى والمحظيات) يؤدي إلى وضع النساء بخانة أدوات تُستخدم لإثارة الشهوة وتلبيتها لا أكثر.

## التأثير النفسي على المرأة
عدد من الدراسات أشارت إلى أن التعاطي مع المرأة على أنها صورة جنسية فقط يؤثر على صحتها النفسية وعلى نظامها الغذائي كذلك مما يدفعها إلى قلة الثقة بالنفس واضطرابات غذائية والخجل من شكل جسمها، يرى علماء النفس أن التشييء الجنسي للمرأة يمكن أن يؤدي إلى آثار نفسية سلبية منها اضطرابات الأكل والاكتئاب والعجز الجنسي، ويؤثر بالسلب على صورتها الذاتية لاعتقادها أن المجتمع لا يرى -ولن يرى أبدًا- ذكائها وكفاءتها. تؤكد بعض الدراسات في الوقت الحالي أن 4% فقط من نساء العالم يعتقدن أنهن جميلات وأن 72٪ من الفتيات يشعرن بضغط هائل ليصبحن جميلات، بسبب التشييئ المستمر للمرأة في الإعلام، حتى أن إحدى ملكات الجمال أجابت عندما سئلت هل تعتقدين أنك جميلة؟ بلا، كما وُجد أن التشييء الجنسي للمرأة يؤثر سلبًا على أدائها المهني وثقتها بنفسها ووصولها إلى مراكز عليا في مكان العمل. يظل تأثير التشييء الجنسي على المرأة والمجتمع موضوعًا للنقاش الأكاديمي، إذ يرى البعض أن إدراك الفتيات الصغار أهمية المظهر في المجتمع يسهم في شعورهن بالخوف والعار والاشمئزاز من انتقالهن إلى الأنوثة والبلوغ الجسدي. يرى آخرون أن النساء الشابات الأصغر سنًا أكثر عرضة للتشييء الجنسي، إذ يلقنهم المجتمع أن المظهر الخارجي هو السبيل للحصول على الثروة والنفوذ واحترام الآخرين. يتهم النقاد الثقافيين المؤيدين لحقوق المرأة مثل روبرت جنسن وسوت جالي وسائل الإعلام والإعلان بتشجيعها التشييء الجنسي للمرأة، واستخدامها كأداة لعرض السلع والخدمات. تُتَهم سوق السينما والتليفزيون عادة بتطبيع قضية التشييء الجنسي.

## مكافحة التشييء
بعدَ الجدلِ الكبيرِ حولَ استغلالِ أنماطٍ جنسيةٍ في الإعلاناتِ أطلقَت بعضُ الجهاتِ بعضَ الحملاتِ ومنها مثلاً حملاتُ كبارِ المعلنين الفرنسيين وهيئةُ مراقبةِ البثِّ في البلاِد التي أطلقت خطةً عامةً لمكافحةِ القوالبِ النمطيةِ الجنسيةِ بالإعلانات، من نساءٍ نصفَ عارياتٍ يبعنَ مكانسَ إلى ألعابِ الفيديو العنيفة التي يتمُّ تسويقُها للصبية، وقد قالَ ستيفان مارتن للأسوشيتد برس عن هذه الحملة “العُري ممكن أن يكونَ مقبولًا”! في الإعلان عن أحواِض الاستحمامِ وكريماتِ الجسمِ على سبيل المثال “ولكن ليس في بيعِ سيارة”.
احتجاج مجموعة من نادلات المطاعم، في سان فرانسيسكو وبوسطن وشيكاغو في الولايات المتحدة والشعار (أنا لست ضمن قائمة الطعام) بسبب اجبارهن على ارتداء قمصان ضيقة «مثيرة» للعمل.
اعتبرت قضية التشييء الجنسي إشكالية خلال السبيعينيات، ومنذ ذلك الوقت شاعت القضية على جميع مستويات الحياة، ونتج عنها الكثير من العواقب والتأثيرات السلبية على جميع جوانب حياة المرأة، خصوصًا الجانب السياسي.